# Schapendrijven

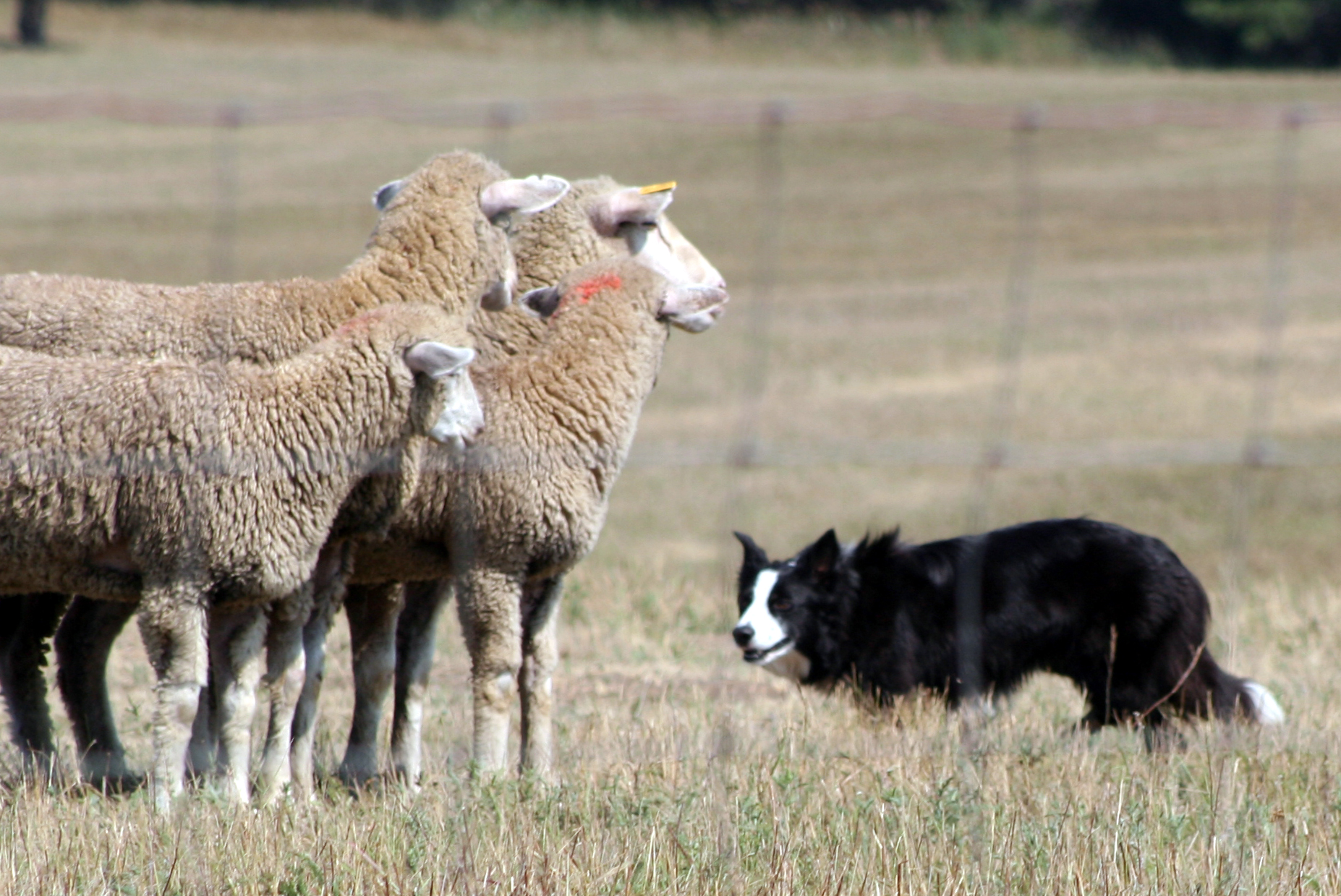
De bordercollie, hier in een wedstrijdproef, werpt een directe blik op schapen, bekend als "het oog", om te intimideren tijdens het hoeden.

Schapendrijven is een hondensport waarbij de specifieke vaardigheden van honden voor kuddebeheer worden beoordeeld door een keurmeester voor een test of wedstrijd. Kynologische en sportorganisaties, schapen- en veefokkersverenigingen zijn betrokken bij de organisatie van deze evenementen. Vergelijkbare wedstrijden worden soms gehouden met andere dieren, zoals ganzen of koeien.
Het inzetten van honden om schapen te drijven wordt onder meer al in de Romeinse kunst verbeeld. Schapendrijven als hondensportdiscipline ontstond rond 1860 in Nieuw-Zeeland. Na 1870 werden er ook regelmatig proeven gehouden in Australië en het Verenigd Koninkrijk, en tegen het einde van de 20e eeuw werd het wereldwijd populair.
De wedstrijdregels omvatten verschillende vereisten en scoresystemen, in aanmerking komende rassen en het aantal honden; verschillende schapenrassen en zijn onderverdeeld in verschillende moeilijkheidsgraden. Meestal omvat het wedstrijdprogramma het drijven van de schapen door verschillende obstakels, het verzamelen in en uit een hok, het scheiden van de schapen van de kudde, enzovoorts. De keurmeester beoordeelt de nauwkeurigheid van het werk van de hond onder begeleiding van een geleider. 